# 付万军
付万军（1968年3月—），男，汉族，中华人民共和国政治人物。曾任中国农业银行行长。现任国家金融监督管理总局党委委员、副局长。